# Kopačina
Kopačina je špilja kod Donjeg Humca, općina Nerežišća.

## Opis
Nalazi se na sjeverozapadnoj strani otoka Brača u blizini Donjeg Humca Sastoji se od dvije prostorije povezane uskim hodnikom od kojih je samo prednja osvijetljena glavnim otvorom. U njoj su nađeni najstariji tragovi pretpovijesnog čovjeka na otoku, tisuće kostiju onodobnih divljih životinja i kamenih rukotvorina koji pripadaju epipaleolitičkom i mezolitičkom razdoblju, te mnoštvo keramičkih ulomaka datiranih u brončano doba kao i sjekira s krilcima koja pripada ranoj fazi brončanog doba. Pored špilje se nalazio izvor vode. Špilja je obitavana od 8. do 3 tisućljeća pr. Kr. te je najstarije čovjekovo stanište u Dalmaciji i jedno od najstarijih na cjelokupnom jadranskom otočju.

## Zaštita
Pod oznakom Z-4928 zavedena je pod vrstom "arheologija", pravna statusa zaštićena kulturnog dobra, klasificirano kao "kopnena arheološka zona/nalazište".

## Vanjske poveznice
|  | Zajednički poslužitelj ima još gradiva o temi Kopačina |